# Selenophanes josephus
Espèce
Selenophanes josephus est une espèce d'insectes lépidoptères de la famille des nymphalidés et du genre Selenophanes.

## Dénomination
Selenophanes josephus a été décrit par Frederick DuCane Godman et Osbert Salvin en 1881.

### Sous-espèces
- Opsiphanes josephus josephus ; présent au Guatemala.
- Opsiphanes josephus excisus (Rothschild, 1916) ; présent en Équateur et en Colombie.
- Opsiphanes josephus excultus Stichel, 1902 ; présent au Panama et en Colombie[2],[3].

### Nom vernaculaire
Selenophanes josephus se nomme Josephus Owl-Butterfly en anglais.

## Description
Selenophanes josephus est un papillon au bord externe des ailes antérieures concave. Le dessus des ailes est de couleur marron avec, aux ailes antérieures, une bande jaune festonnée, du tiers externe du bord costal jusqu'à l'angle interne. Les ailes postérieures sont marron avec une marque foncée près de la cellule à la base de e6.
Le revers est beige nacré marbré de doré avec des ocelles, un petit marron à l'apex des ailes antérieures et aux ailes postérieures un gros jaune près du bord costal et un proche de l'angle anal.

## Écologie et distribution
Selenophanes josephus est présent à Panama, au Guatemala, en Colombie et en Équateur.

### Protection
Pas de statut de protection particulier.